# (7512) Monicalazzarin
(7512) Monicalazzarin (1983 CA1) – planetoida z pasa głównego asteroid okrążająca Słońce w ciągu 4 lat i 237 dni w średniej odległości 2,78 j.a. Została odkryta 15 lutego 1983 roku.